# Proszowice (gmina)
Proszowice – gmina miejsko-wiejska w województwie małopolskim, w powiecie proszowickim. W latach 1975–1998 gmina położona była w województwie krakowskim.
Siedziba gminy to Proszowice.
Według danych z 31 grudnia 2017 gminę zamieszkiwały 16 324 osoby.

## Struktura powierzchni
Według danych z roku 2017 gmina Proszowice ma obszar 100 km², w tym:
- użytki rolne: 90%
- użytki leśne: 2%

Gmina stanowi 24,1% powierzchni powiatu.

## Demografia

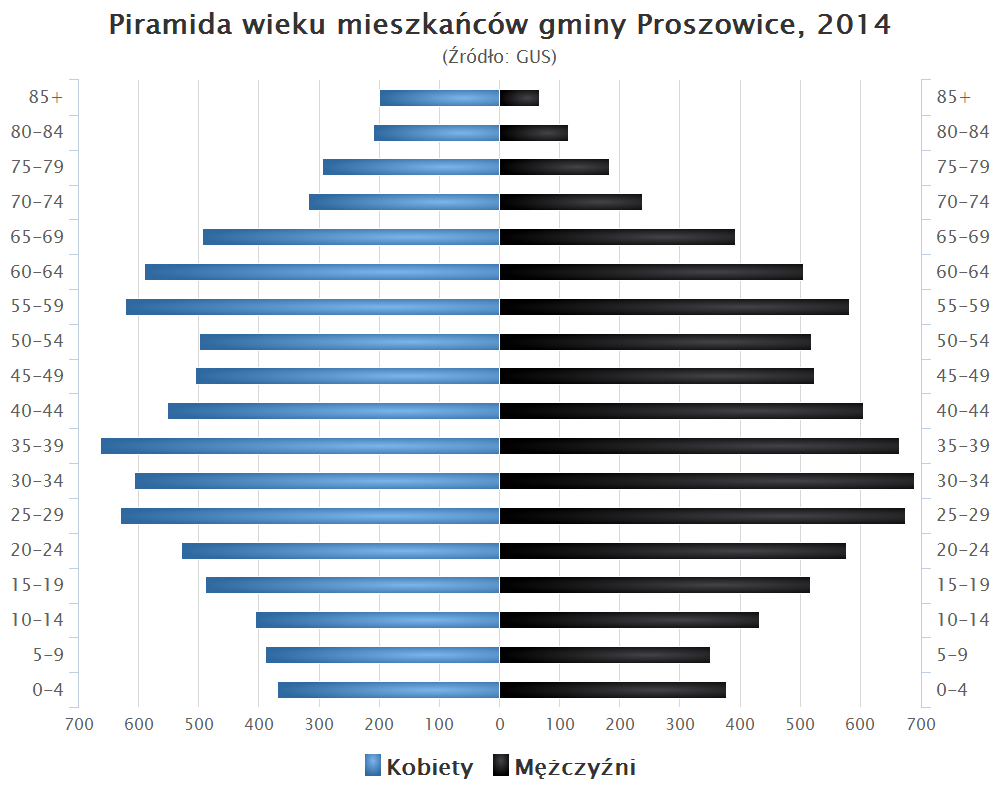
Piramida wieku mieszkańców gminy Proszowice w 2014 roku

Dane z 31 grudnia 2017:
| Opis                              | Ogółem | Ogółem | Kobiety | Kobiety | Mężczyźni | Mężczyźni |
| --------------------------------- | ------ | ------ | ------- | ------- | --------- | --------- |
| jednostka                         | osób   | %      | osób    | %       | osób      | %         |
| populacja                         | 16 324 | 100    | 8365    | 51,2    | 7959      | 48,8      |
| gęstość zaludnienia (mieszk./km²) | 163    | 163    | 83,6    | 83,6    | 79,6      | 79,6      |

## Sołectwa
Bobin, Ciborowice, Czajęczyce, Gniazdowice, Górka Stogniowska, Jakubowice, Jazdowiczki, Kadzice, Klimontów, Koczanów, Kościelec, Kowala, Łaganów, Makocice, Mysławczyce, Opatkowice, Ostrów, Piekary, Posiłów, Przezwody, Stogniowice, Szczytniki, Szczytniki-Kolonia, Szklana, Szreniawa-Klimontów, Teresin, Więckowice, Wolwanowice, Żębocin.

## Sąsiednie gminy
Igołomia-Wawrzeńczyce, Kazimierza Wielka, Koniusza, Koszyce, Nowe Brzesko, Pałecznica, Radziemice

## Administracja i samorząd
Siedzibą władz Gminy i Miasta są Proszowice. Organem uchwałodawczym samorządu jest Rada Miejska w Proszowicach, w której skład wchodzi 15 radnych. Organem wykonawczym jest Burmistrz Gminy i Miasta Proszowice. Funkcję tę od 2014 pełni Grzegorz Cichy. Siedziba władz samorządowych – Urząd Gminy i Miasta Proszowice – znajduje się przy ulicy 3 Maja 72. Proszowice są ponadto siedzibą powiatu proszowickiego oraz wielu instytucji administracji rządowej i samorządowej. Znajdują się w nich siedziby władz samorządowych: starostwo powiatowe, urząd gminy, komendy policji i straży pożarnej i inne.

### Naczelnicy
Naczelnik Miasta i Gminy – w latach 1973–1990 był to jednoosobowy organ administracji państwowej oraz organ wykonawczo-zarządzający gminnej rady narodowej.
- Stanisław Herchel (1977-1984)[3].
- Ryszard Bac (1984 - 1990)[potrzebny przypis].

### Burmistrzowie
Funkcję Burmistrza Gminy i Miasta Proszowice od 1990 r. sprawowali:
- Klaudiusz Kawecki (1990–2002)
- Jan Makowski (2002–2014)
- Grzegorz Cichy (2014–nadal)[4]

Gmina Proszowice jest członkiem stowarzyszenia Unia Miasteczek Polskich.

## Turystyka
Przez gminę Proszowice, po śladzie dawnej kolejki wąskotorowej, głównie nasypami przebiega nowo wybudowany odcinek trasy rowerowej EuroVelo11 o długości 14 km 100 m. Rozpoczyna się na połączeniu z województwem świętokrzyskim w Lekszycach i Kościelcu, a kończy na granicy Łaganowa i Posądzy w gminie Koniusza.

## Religia
- Kościół rzymskokatolicki: Gminę Proszowice obejmuje dekanat proszowicki[7], jeden z 33 dekanatów rzymskokatolickiej diecezji kieleckiej. W obrębie gminy działa 5 parafii:
  - Bobin – pw. św. Anny – Matki Najświętszej Maryi Panny
  - Klimontów – pw. Najświętszej Maryi Panny Królowej Polski
  - Kościelec – pw. św. Wojciecha b. m.
  - Proszowice – pw. Wniebowzięcia Najświętszej Maryi Panny
  - Żębocin – pw. św. Stanisława BM

## Zabytkowe obiekty na terenie gminy
| Obraz | Miejscowość       | Nazwa                                       | Data powstania                  |
| ----- | ----------------- | ------------------------------------------- | ------------------------------- |
|       | Proszowice        | Układ urbanistyczny                         | XIII, XIV, XIX w.               |
|       | Proszowice        | Kościół św. Jana Chrzciciela w Proszowicach | XIII, XV, XIX w.                |
|       | Proszowice        | Kurhan i słup Boża Męka                     | XIII w. (kurhan) 1632 r. (słup) |
|       | Kościelec         | Kościół św. Wojciecha w Kościelcu           | XIII, XVII w.                   |
|       | Żębocin           | Kościół św. Stanisława b. m. w Żębocinie    | XIII, XVIII w.                  |
|       | Bobin             | Kościół pw. św. Anny                        | XIX w.                          |
|       | Górka Stogniowska | Kaplica pw. Matki Boskiej Różańcowej        | XVIII w.                        |
|       | Jakubowice        | Dwór w stylu renesansowym                   | XVI w.                          |
|       | Klimontów         | Dwór w stylu zakopiańskim                   | XIX/XX w.                       |
|       | Klimontów         | Młyn nad Szreniawą                          | XIX/XX w.                       |
|       | Ostrów            | Kapliczka w formie kolumny                  | XVIII/XIX w.                    |
|       | Kadzice           | Figurka św. Jana Nepomucena                 | 1849 r.                         |